# Quận Todd, South Dakota
Quận Todd là một quận thuộc tiểu bang Nam Dakota, Hoa Kỳ. Quận lỵ đóng ở Winner6. Quận được đặt tên theo John Blair Smith Todd. Dân số theo điều tra năm 2000 của Cục điều tra dân số Hoa Kỳ là 9050 người.

## Địa lý
Theo Cục điều tra dân số Hoa Kỳ, quận này có diện tích 3602 km2, trong đó có 7 km2 là diện tích mặt nước.